# Alma Wittlin
Alma Stephanie Wittlin, Alma S. Wittlin, (geboren am 23. März 1899 in oder bei Lemberg, gestorben am 31. Dezember 1992 in Palo Alto), zeitweise verheiratete Wittlin-Frischauer, war eine österreichische Kunsthistorikerin, Schriftstellerin, Erziehungswissenschaftlerin, Emigrantin nach Großbritannien und in die USA und eine Museologin sowie Museumspädagogin.

## Leben und Werk

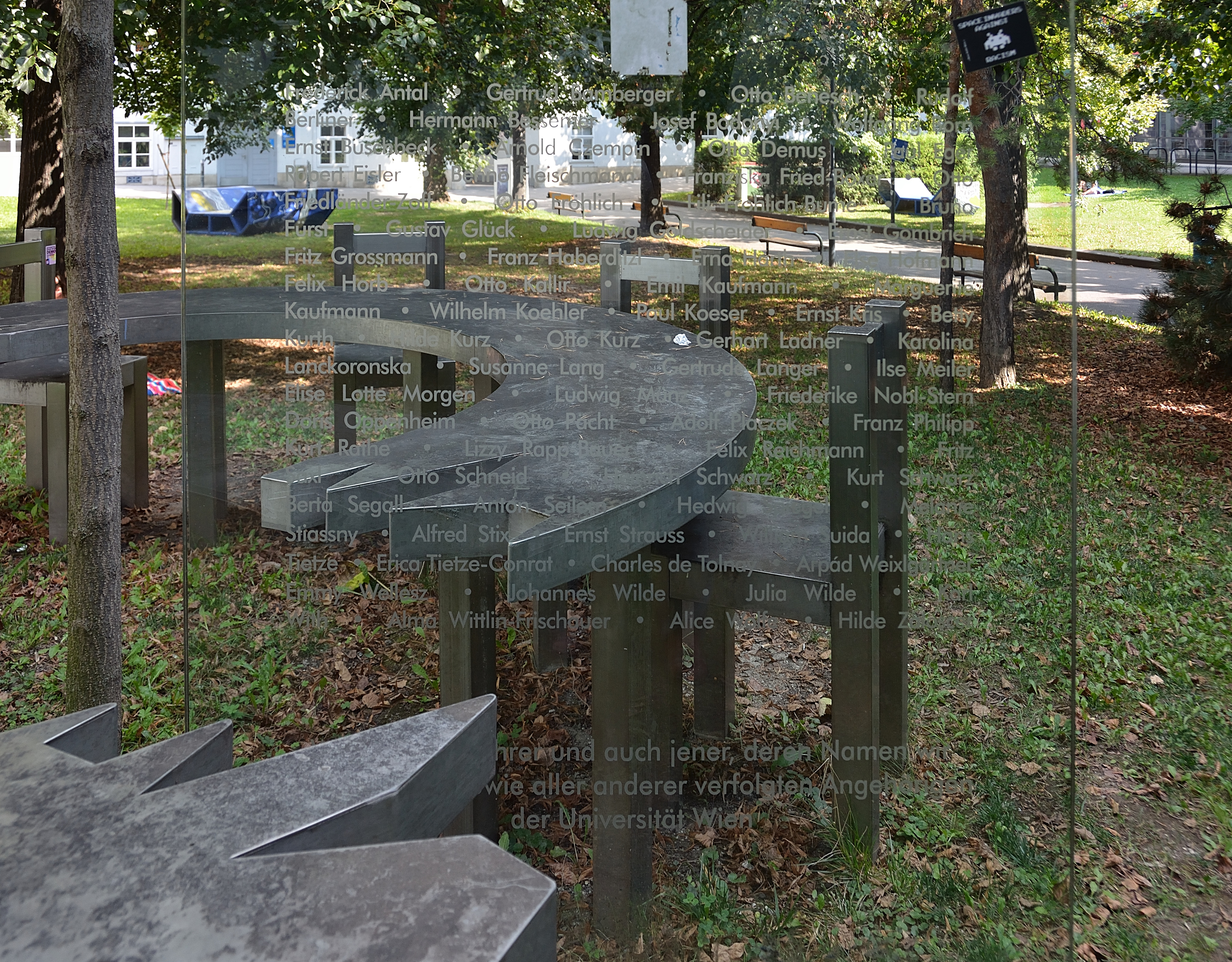
Wittlin auf der Gedenktafel für Opfer des Nationalsozialismus am Kunsthistorischen Institut Wien, seit 2008

Wittlin verbrachte ihre Jugend in Wien, sie besuchte die berühmte Mädchenschule, das Reformrealgymnasium der Eugenie Schwarzwald, was ihr half, familiär überlieferte Engstirnigkeit zu überwinden. Sie erwarb 1918 das Abitur. Sie studierte in Wien Kunstgeschichte, Anthropologie und Philosophie. 1921 heiratete sie Paul Frischauer, die Ehe dauerte bis 1932. 1925 wurde sie an der dortigen Universität in Kunstgeschichte bei Josef Strzygowski, einem kämpferischen Antisemiten, über Die christliche Baukunst des ersten Jahrtausends in Spanien promoviert. Dann arbeitete sie für Fach- oder populäre Zeitschriften mit Essays über Architektur oder moderne Fotografie.
In Berlin arbeitete sie danach als Volontärin am Kaiser Friedrich-Museum, Abteilung für Byzantinische und Orientalische Kunst, und für das P.E.N.-Zentrum. Sie hielt Vorträge an Volkshochschulen in Berlin und Wien, über den historischen Hintergrund von Kunst sowie soziologische und psychologische Aspekte des Kunstschaffens. Mehrere Spanien-Reisen vertieften ihre Kenntnis des Landes.
Zugleich verfasste sie populärwissenschaftliche Bücher, und zwar über „Isabella, Begründerin der Weltmacht Spanien“ und über Abdülhamid II., welche jeweils in mehrere Sprachen übersetzt wurden.
Das Isabella-Buch ist die erste historische Biographie der Königin auf Deutsch; Wittlin verbindet in ihrer Darstellung Aspekte der Kunstgeschichte, von Ausgrabungen, der Philosophie und Anthropologie, kurz, viele kulturwissenschaftliche Aspekte mit Quellenstudium. Wittlin stellt die Machtpolitik, sowohl von Personen als auch von Cliquen, in einer Zeit raschen Wandels dar. Isabelle wird als außergewöhnlicher Mensch gezeichnet, mit ihrer Hoffnung und ihrer psychischen Konstitution. Diese Faktoren führten an der Wende vom Mittelalter zur Renaissance zu einem proto-nationalen Spanien, mit dem konzentrierten Blick auf einen machtprotzenden Adel. Das Buch wurde zeitnah in vier Sprachen, Englisch, Spanisch, Italienisch und Ungarisch, übersetzt.
Im Mai 1933 setzte sie sich auf dem P.E.N.-Kongress in Ragusa für die schließlich gegen Widerstände verabschiedete Erklärung deutschsprachiger Autoren gegen die Verfolgung von Intellektuellen durch das nationalsozialistische Deutsche Reich ein.
Von jüdischer Herkunft, obzwar evangelisch getauft, verließ Wittlin 1937 Österreich in Richtung England. An der Universität Cambridge befasste sie sich am Archäologisch-anthropologischen Museum mit der Frage, wie museale Darstellungen für die Pädagogik fruchtbar zu machen sind. Kurzzeitig arbeitete sie am Royal Ontario Museum in Toronto.
1952 wanderte Wittlin in die USA aus, erhielt dort am 30. Juni 1954 eine dauernde Aufenthaltsberechtigung nach Bundesrecht, im Jahr 1959 wurde sie US-Staatsbürgerin. Sie arbeitete bis 1960 als Leiterin eines Wandermuseums für Naturwissenschaften und Anthropologie (Science Comes to You, Inc.) mit Sitz in Santa Fe und in Albuquerque, danach in Cambridge (Massachusetts) am Radcliff Institute und an der Smithsonian Institution in Washington, D.C., ab ca. 1971 in Kalifornien, zuletzt an der Stanford University.
Durch ihre Forschungen und ihre Lehrtätigkeit, auch in der Erwachsenen- und Lehrerbildung, wollte Wittlin Museen veranlassen, dass sie ihre pädagogische Aufgabe wertschätzen, diese bei der Anordnung der Exponate beachten und auf die Wirkung auf Schüler und Lehrkräfte schauen.
Eine Museologin urteilt 2012 über Wittlins Fachschriften:

„(Sie schuf) ein wahres Meisterwerk an Klarheit, museologisch und historisch betrachtet. Im Gegensatz zur Behäbigkeit europäischer Museen und zum Konservatismus ihrer Leiter forderte sie dazu auf, ihre pädagogische Aufgabe ernst zu nehmen. In ihrer Untersuchung künftiger Entwicklungen blickte sie nicht nur in die Zukunft, sondern stellte auch die Sackgassen dar, in denen die vorhandenen Einrichtungen steckten.“

## Ehrungen
Der International Council of Museums führt auf seiner jährlichen Hauptversammlung eine Gedächtnisvorlesung mit dem Titel „Alma S. Wittlin Memorial lectures“ durch.

## Werke, Briefe, Essays
- Alma Stephanie Frischauer: Altspanischer Kirchenbau. (= Studien zur spätantiken Kunstgeschichte 3). De Gruyter, Leipzig 1930; Reprint De Gruyter, Berlin 1978, ISBN 3-11-005703-4 (Zugl. überarb. Diss. phil. Universität Wien 1925)
- als Hrsg.: International P.E.N Bulletin of selected books - Choix de notices critiques. Vol. 3, No. 3, International PEN, London, Oktober - Dezember 1952 und weitere Jgg.
- Isabella. Begründerin der Weltmacht Spanien. Historischer Roman. Rentsch, Zürich & Leipzig 1936[6]
- Abdul Hamid. Shadow of God. Historischer Roman. John Lane, London 1940. Übers. aus dem Deutschen Norman Denny[7]
  - in Arabisch: ʻAbd al-Ḥamīd ẓill Allāh ʻalā al-arḍ. Verlag al-Qāhira, 1950
- The Museum. Its history and its tasks in education. Reihe: International Library of Sociology and Social Reconstruction. Hrsg. von Karl Mannheim. Routledge & Paul Kegan, London 1949 (Digitalisat).
  - Erweiterte Fassung: Museums. In search of a usable future. MIT-Press, Cambridge, Mass. 1970, ISBN 0-262-23039-9
    - Teilabdruck wieder in: The Twelve-Point Program for Museum Renewal. In: Gail Anderson (Hrsg.): Reinventing the Museum, Historical and Contemporary Perspectives on the Paradigm Shift. Altamira, Walnut Creek 2004, S. 44–60
- Briefe, die A. S. nach Europa nach 1945 geschrieben hat, in: Hadwig Kraeutler: Exil ohne Ende? Briefe einer Rastlosen. Alma S. Wittlins Briefwechsel in (inter)nationalen Netzwerken, in: Irene Below, Inge Hansen-Schaberg, Maria Kublitz-Kramer (Hrsg.).: Das Ende des Exils? Briefe von Frauen nach 1945. Reihe: Frauen und Exil, 7. Edition text + kritik, München 2015[8]
- Zighunderttausend Kinder auf der Strasse / X Centmille enfants dans la rue, In: Schweizer Illustrierte Zeitung, Nr. 49, Redaktion H. Brack. Zofingen 30. November 1932 (zweisprachig)
- als A. Wittlin: Europa und Spanien, in Ciba-Rundschau. Heft 29: Die Entwicklung der Textilkunst in Spanien. Ciba, Basel 1938. S. 1050–1088 der fortlaufend paginierten Hefte zu je ca. 30 Seiten
  - engl. Fass.: in The development of the textile crafts in Spain. Ciba Review 29, Basle
- Alma Stefanie Wittlin: Spanien, eine Welt für sich. Eine Österreicherin reist kreuz und quer durch die Pyrenäenhalbinsel, in Herbert Stifter (Hrsg.): Bergland. Illustrierte Alpenländische Monatsschrift. Jg. 18, Heft 12. Wagner, Innsbruck 1936, S. 39–46